# Нижня Радвань
Нижня Радвань або Радваньський Горбок (словац. Nižná Radvaň) — частина села Радвань, до 1964 року самостійне село у Словаччині, на території теперішнього Меджилабірського округу Пряшівського краю. Розташоване в північно-східній частині Словаччини, у Низьких Бескидах в долині ріки Лаборець на її лівому березі.
Уперше село згадується у 1379 році. До 1598 року злилося із сусіднім селом Вишній Горбок, тому Нижню Радвань називали також Горбок-Радвань, «Горбешанський Радвань» або Радванський Горбок.

## Населення
У 1880 році в селі проживали 144 особи, з них 96 вказало рідну мову русинську, 29 словацьку, 13 німецьку, 3 угорську а 3 були німі. Релігійний склад: 104 греко-католиків, 26 юдеїв, 14 римо-католиків.
У 1910 році в селі проживало 170 осіб, з них 148 вказало рідну мову русинську, 14 словацьку, 6 німецьку, 2 угорську. Релігійний склад: 136 греко-католиків, 23 римо-католики, 11 юдеїв.